# Venusia cambricata
Venusia cambricata är en fjärilsart som beskrevs av Herrich-Schäffer 1861. Venusia cambricata ingår i släktet Venusia och familjen mätare. Inga underarter finns listade i Catalogue of Life.